# Thuringwethil
Thuringwethil (žena skrivene sjene) je lik iz izmišljenog svijeta Međuzemlja J. R. R. Tolkiena. Lúthien se prerušila njenom kožom kad je u potrazi za silmarilima ulazila u Angband. Thuringwethil je Sauronova vampirska glasnica tijekom Prvog doba, vjerojatno Maiarka, koja je uzela obličje šišmiša. Njena krila završavala su željeznom kandžom na svakom zglobu.